# 和田岬駅
和田岬駅（わだみさきえき）は、兵庫県神戸市兵庫区にある、西日本旅客鉄道（JR西日本）・神戸市交通局（神戸市営地下鉄）の駅である。
かつては神戸市電の電停も設置されていた。

## 乗り入れ路線
JR西日本の山陽本線支線（通称・和田岬線）と、神戸市営地下鉄の海岸線が乗り入れている。和田岬線は当駅が終点である。海岸線の駅には駅番号としてK06が付与されているほか、駅名版下広告として「三菱神戸病院前」が併記された期間があった（後述）。
和田岬線は、朝晩の通勤旅客向けに特化した路線という性格から、列車は日中の運転はなく、平日は17往復、土曜は12往復、休日は朝と夕方に各1往復のみの計2往復が運転されている（2019年3月ダイヤ改正時点で、JR西日本の京阪神地域で土曜ダイヤがあるのは和田岬線のみである）。そのため、市営地下鉄では和田岬駅でのJR乗り換えの案内はしていない。
IC乗車券は、両社・局の駅ともICOCAおよびPiTaPaが利用可能。JRはICOCAエリア、地下鉄はPiTaPaエリアである。JRの駅には改札がない（後述）ため、これらのカードの取扱は兵庫駅の中間改札で行われる。

## 歴史
- 1890年（明治23年）7月8日：山陽鉄道の和田崎町駅として開業する[1][3]。当時は貨物営業のみの貨物駅であった。
- 1895年（明治28年）：和田岬駅に改称する[1]。
- 1906年（明治39年）12月1日：山陽鉄道の国有化により、官営鉄道の駅となる[4]。
- 1909年（明治42年）10月12日：線路名称が制定され、山陽本線の所属となる。
- 1911年（明治44年）11月1日：旅客営業を開始[1]。
- 1924年（大正13年）8月5日：神戸市電和田線が駅前に乗り入れる[1]。
- 1945年（昭和20年）2月：駅舎を移転する[1]。
- 1971年（昭和46年）3月14日：神戸市電が廃止される。
- 1980年（昭和55年）10月1日：貨物の取り扱いを廃止する[4]。
- 1984年（昭和59年）2月1日：荷物扱い廃止[4]。
- 1987年（昭和62年）4月1日：国鉄分割民営化により、西日本旅客鉄道（JR西日本）の駅となる[4]。
- 1999年（平成11年）2月26日：無人化される（Jスルー導入に伴い兵庫駅構内に出改札設備を新設）。
- 2001年（平成13年）
  - 7月1日：和田岬線の兵庫駅 - 当駅間が電化される[1]。
  - 7月7日：神戸市営地下鉄海岸線の駅が開業する[2]。
- 2003年（平成15年）11月1日：JR西日本でICカード「ICOCA」の利用が可能となる。
- 2009年（平成21年）7月27日：JR西日本の駅舎を解体する[1]。
- 2011年（平成23年）4月：地下鉄の駅で、この年度より2年間を期限とした駅名板下広告として「三菱神戸病院前」が掲出される[5]（以後、2018年度まで掲出を更新[6]）。
- 2019年（平成31年）3月31日：駅名板下広告の契約期間が終了。

## 駅構造

### JR西日本
単式ホーム1面1線を有する地上駅である。
現在は神戸駅管理の無人駅だが、国鉄時代からJR化後にかけての自動改札機が設置されるまでの期間は駅員が配置されており、有人改札口や出札窓口があった。1999年の無人駅化以降は駅内には改札や券売機などはなく、兵庫駅の和田岬線ホームに設置された自動改札機（中間改札）と自動券売機がその役割を代替している。
改札がない構造も相まって、ホームの中ほどには敷地外（一般道路）に直接接続する出入口が設けられている。2000年頃までは、降車客が線路に直接降りて目的地に向かう光景も見られた。
線路は構内に車止めが設置され、来た列車が折り返すだけの構造であるが、和田岬線の貨物営業が廃止された1980年までは三菱重工業神戸造船所への専用線が続いていた。また、神戸市電が走っていた頃はこの専用線を跨ぐため、路面電車としては比較的珍しい鉄軌道同士の立体交差があった。
かつて、1943年完成の木造平屋建て駅舎があったが、2009年8月に解体され、跡地には同年12月22日にファミリーマートJR和田岬駅前店が開業した。
和田岬線沿線では兵庫運河を活かした街づくりが始まっており、これに関連して和田岬線の存廃が取り沙汰されている（和田岬線#存廃問題参照）。

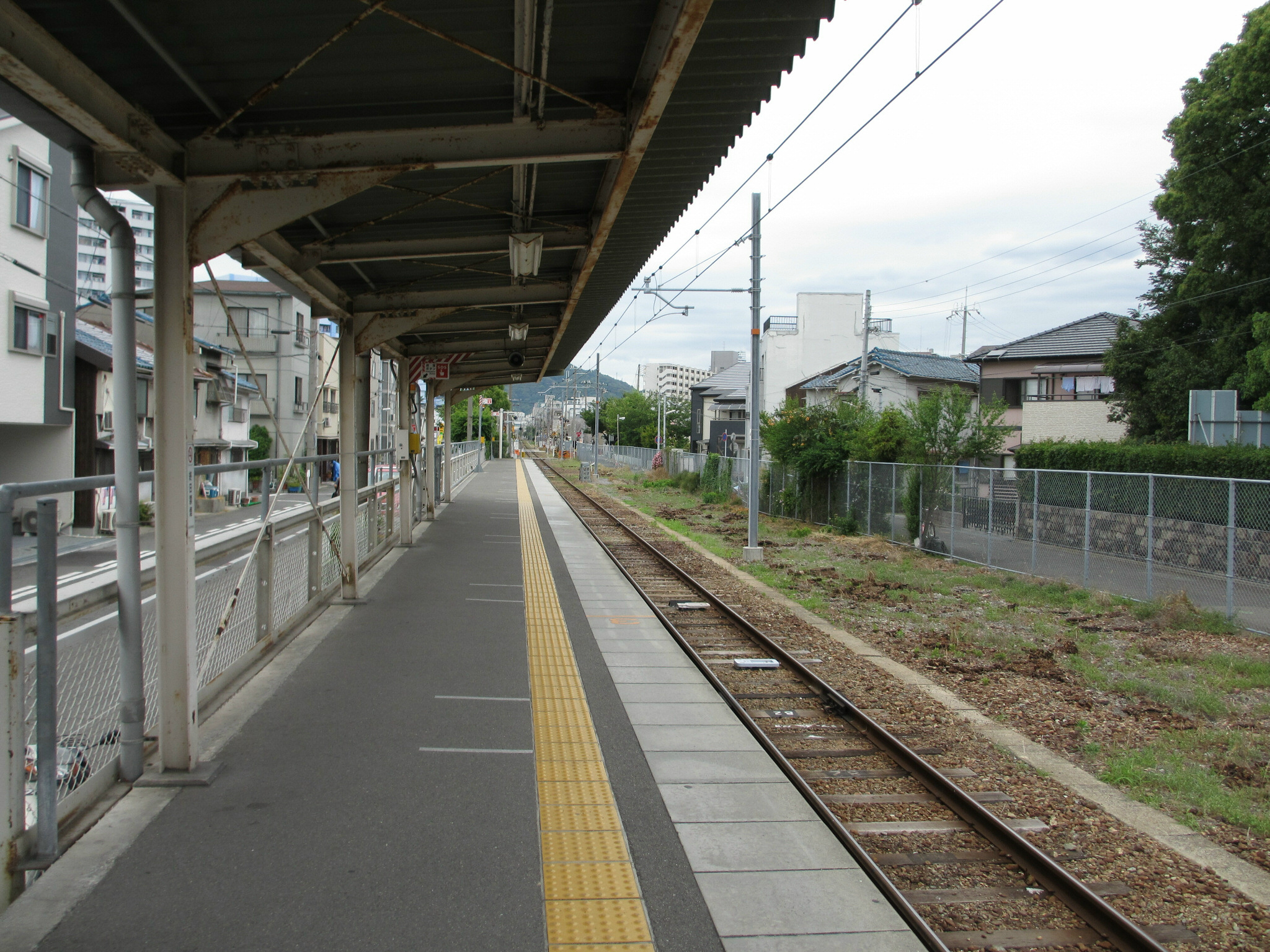
ホーム（2014年1月）
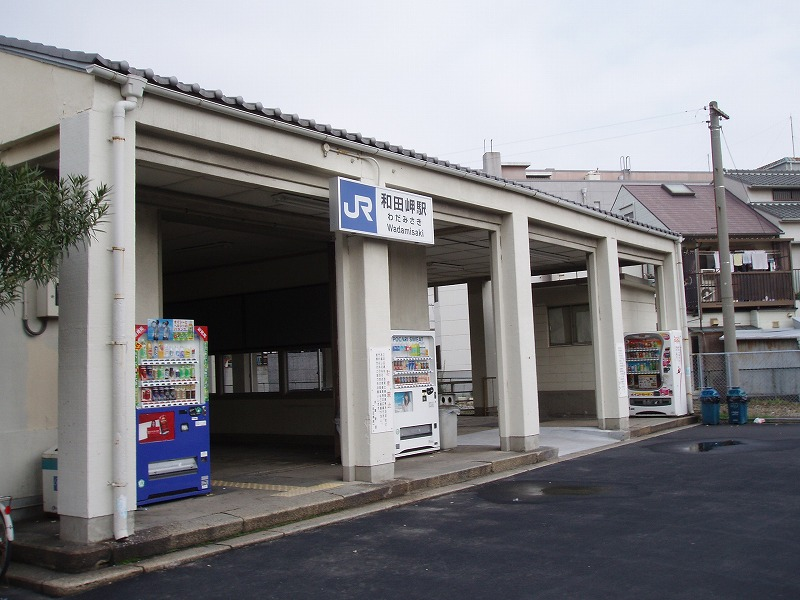
旧駅舎（2007年3月）

### 神戸市営地下鉄
島式ホーム1面2線を有する地下駅。改札口が地下1階、ホームが地下2階にある。
日本を代表する造船所や大工場、あるいはそれらを支えた町工場が周辺に集まることから、駅イメージテーマは「ハイテク産業のまち」としている。コンコース壁面や天井に光沢のある金属パネルやラスタータイルを用い、ハイテクなイメージを表現。ホームの対向壁には、周辺の工場で製作され、神戸港を代表する景観の一端を担ったガントリークレーンを抽象的に表現し、神戸港を支えた技術力を感じられるように配慮した。
トイレは改札内にある。改修工事によりだれでもトイレや子供用トイレが増設された。
プラットホームでの混雑解消の為、将来的な6両編成化の為に用意されていたホーム部分の拡張工事が実施され、2020年9月5日始発より運用を開始している。変更後は、上下線それぞれ進行方向側前方へ停止位置が変更されている。

#### のりば
| 番線 | 路線   | 行先               |
| ---- | ------ | ------------------ |
| 1    | 海岸線 | 三宮・花時計前方面 |
| 2    | 海岸線 | 新長田方面         |

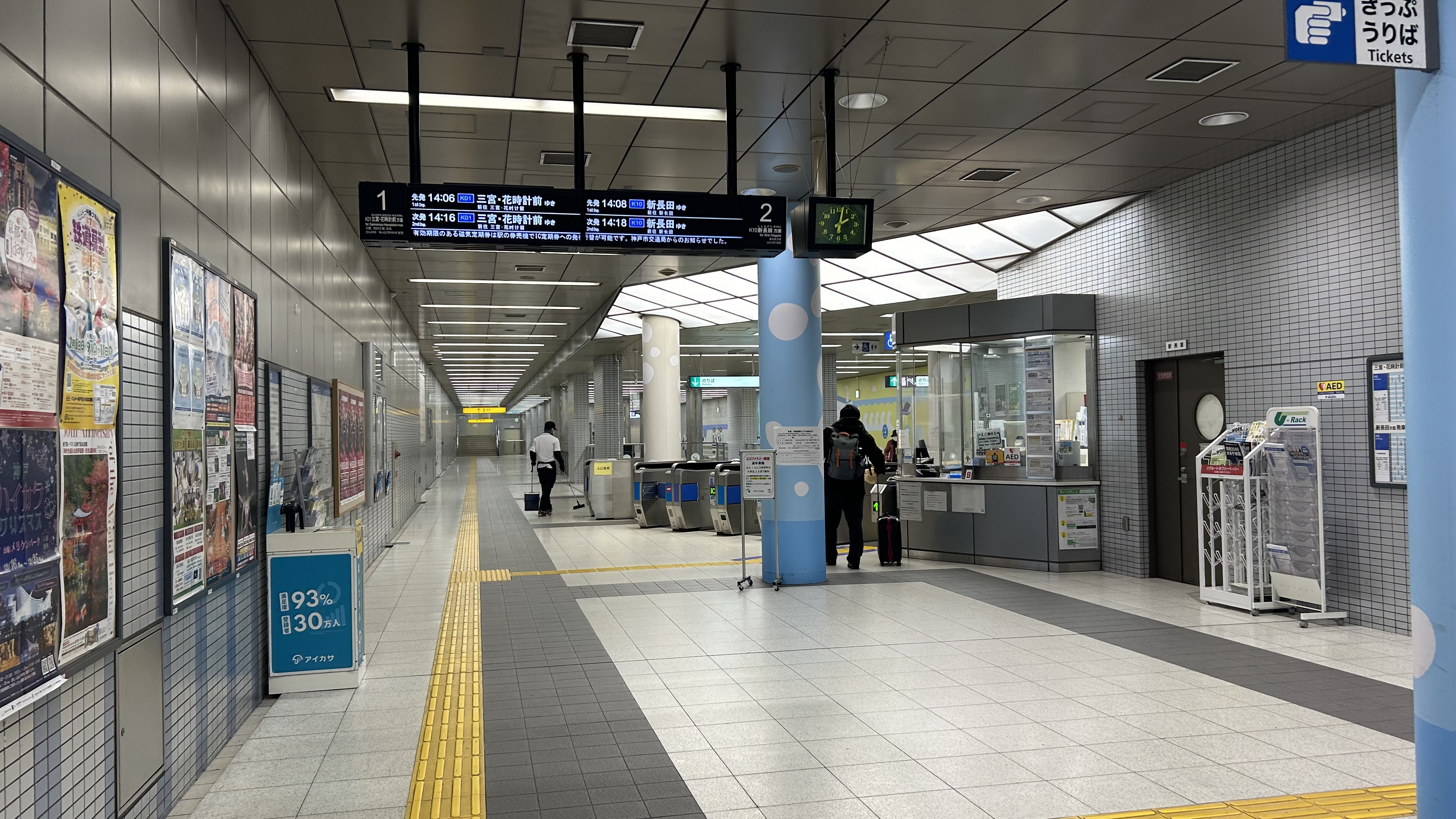
改札口（2024年12月）
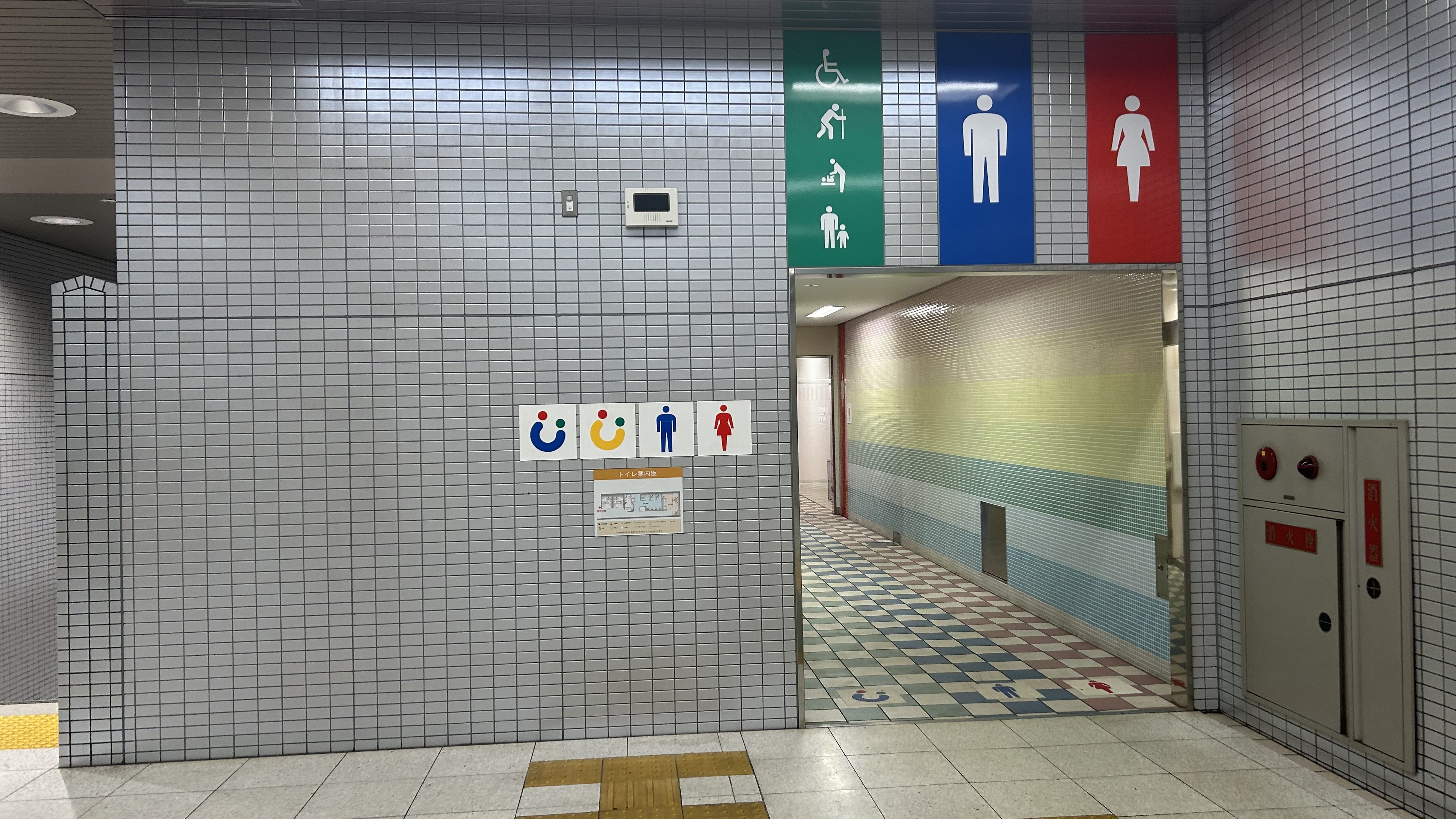
改修工事後のトイレ
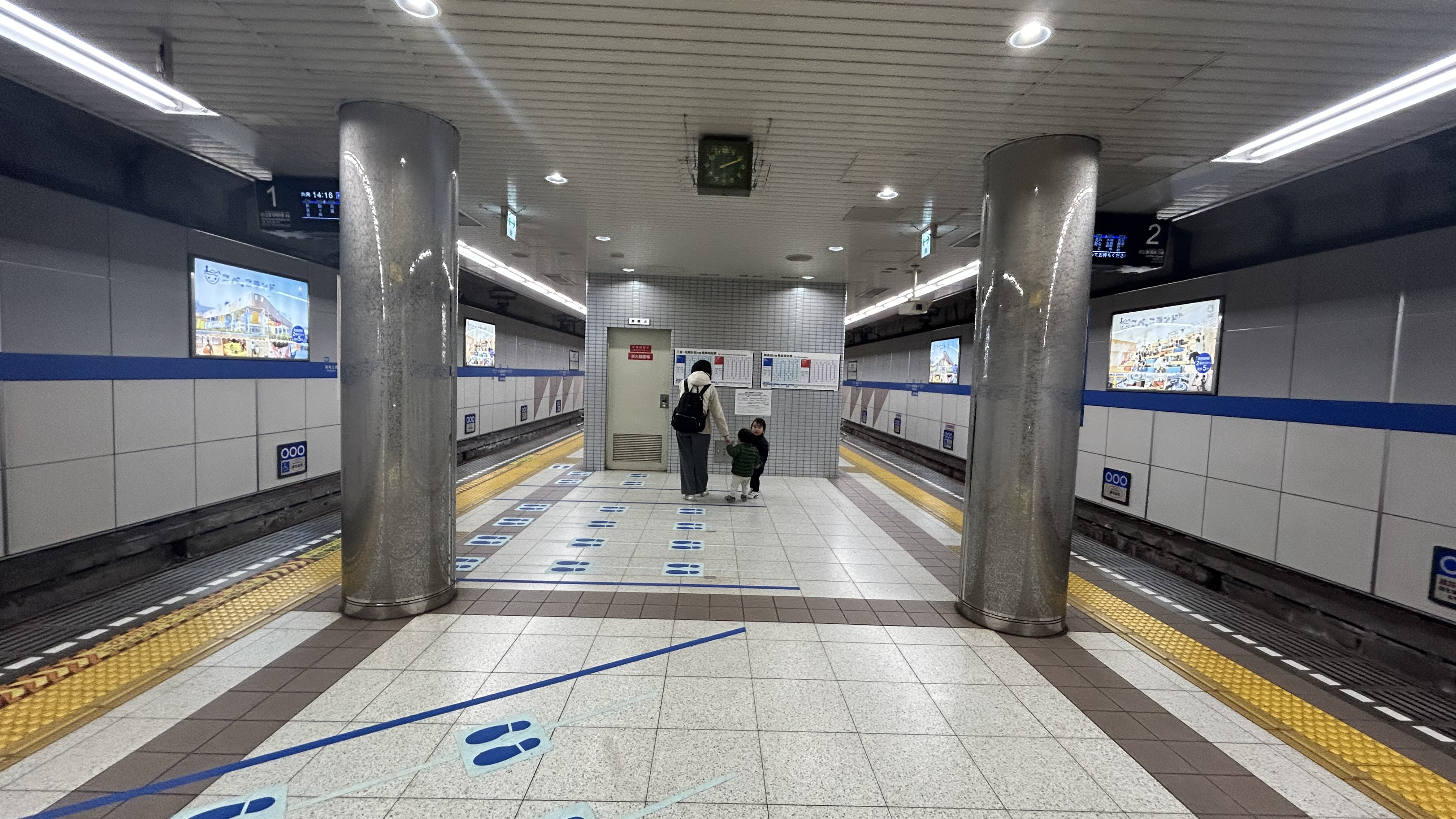
ホーム（2024年12月）

### 出口
地上出入口は改札口の西側に道路を挟んで1番・2番出口が、東側に3番出口が存在する。
JR和田岬線への乗り換えは出口2が最寄りである
| 出口番号 | 位置                                   | 備考             |
| -------- | -------------------------------------- | ---------------- |
| 1        | 北緯34度39分24.5秒 東経135度10分31.3秒 |                  |
| 2        | 北緯34度39分25.6秒 東経135度10分30.5秒 | エレベーターあり |
| 3        | 北緯34度39分28.3秒 東経135度10分33.2秒 |                  |

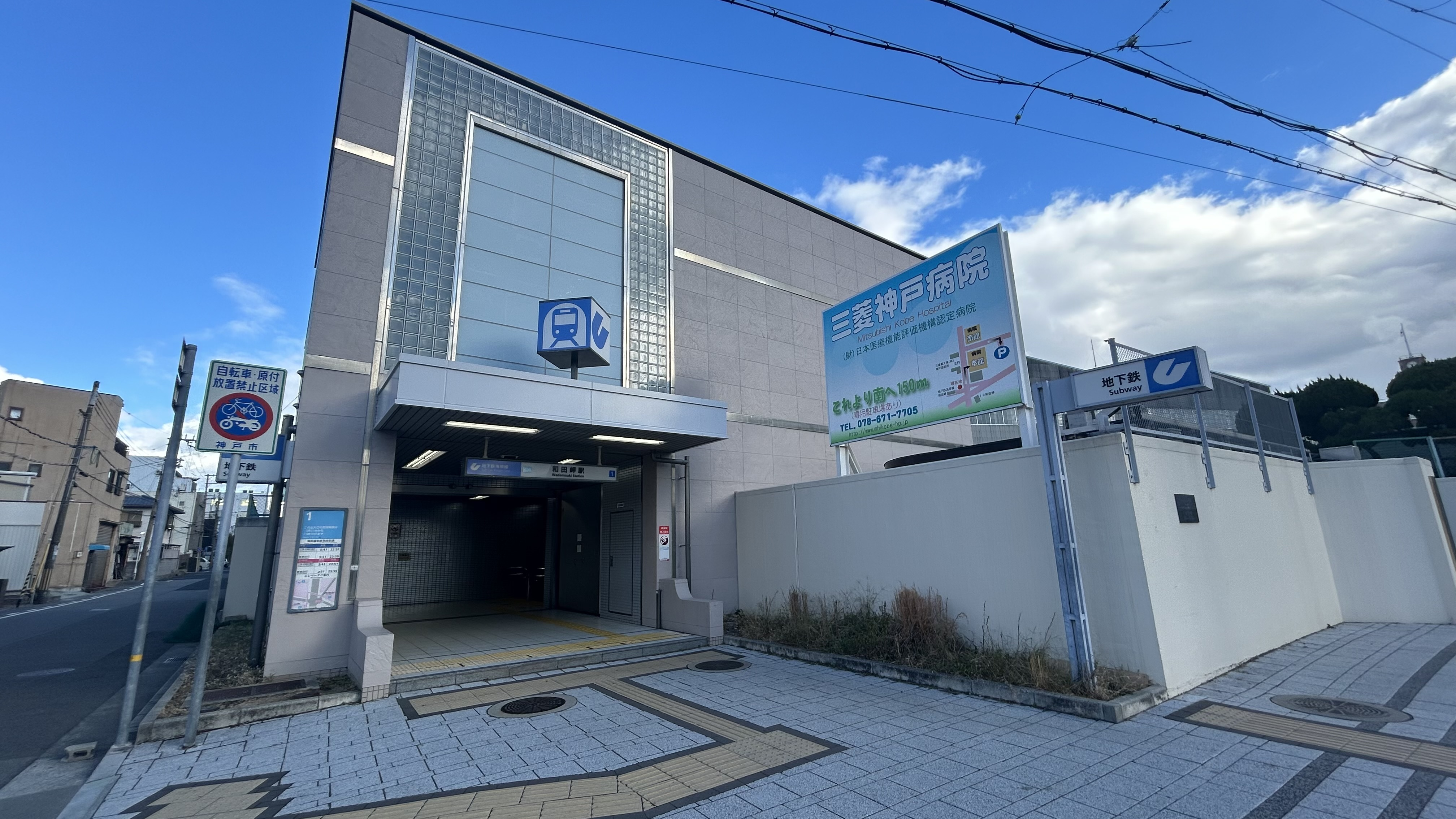
出口1（2024年12月）
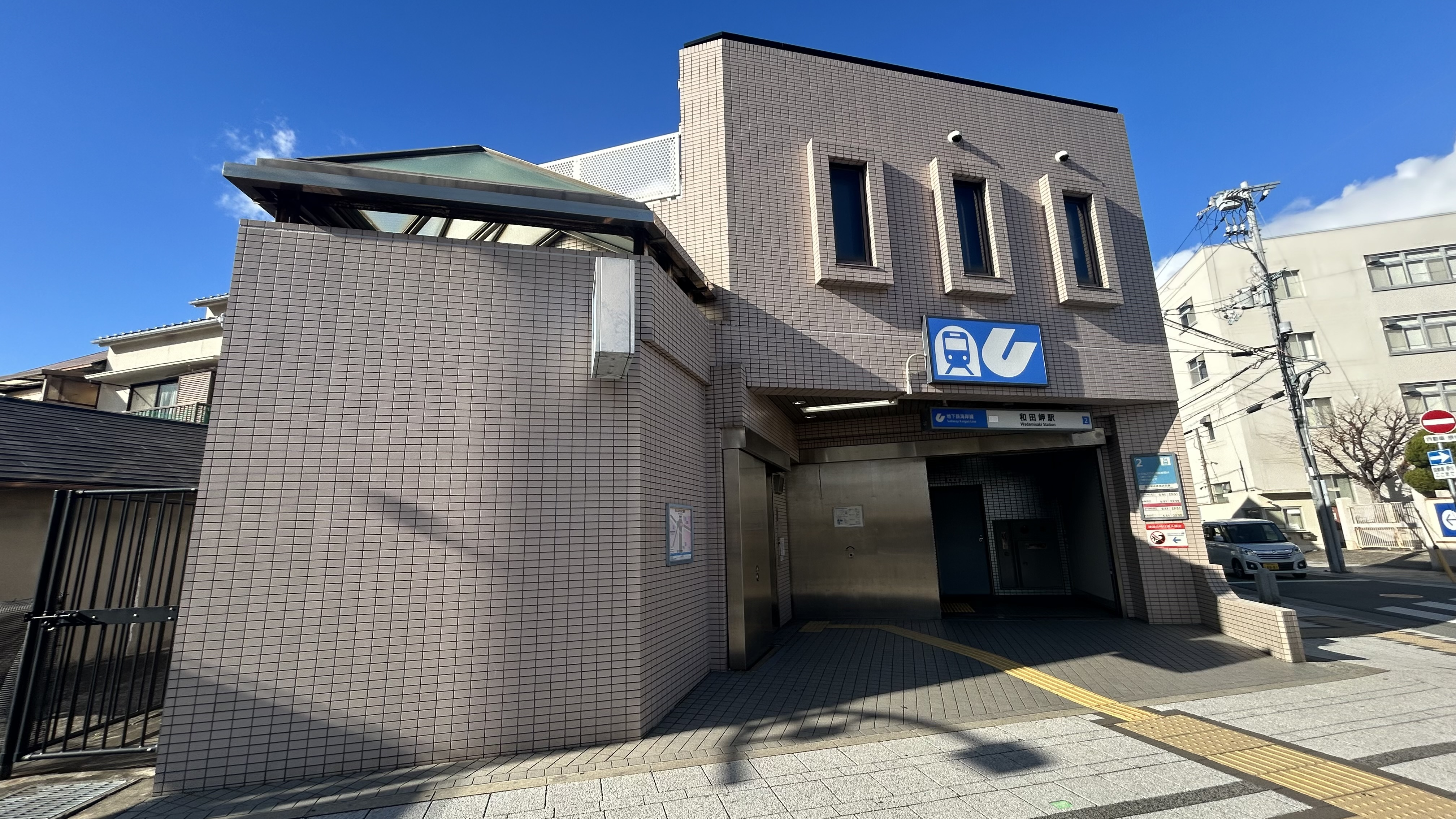
出口2（2024年12月）
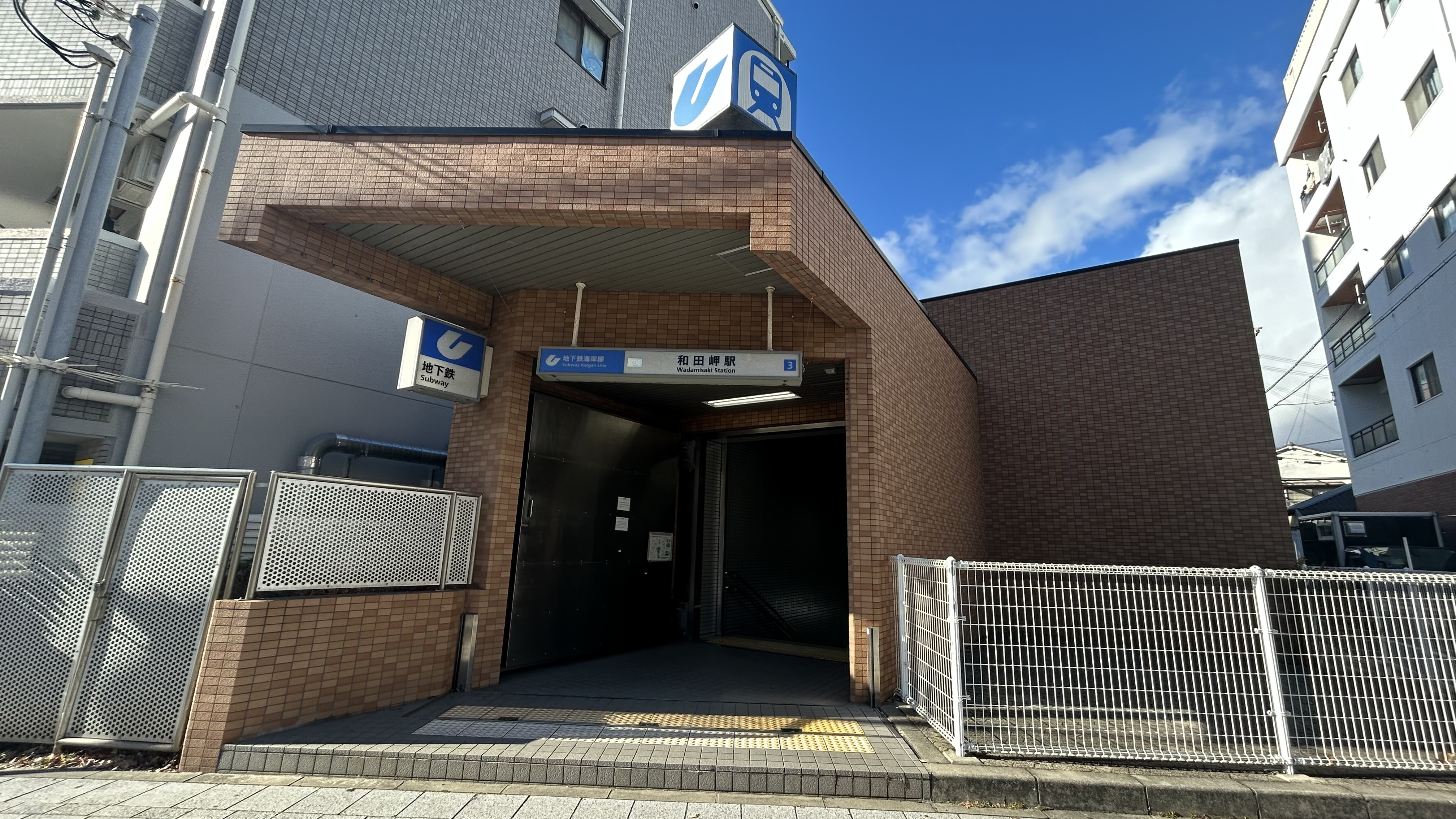
出口3（2024年12月）

## 利用状況
駅周辺は三菱重工業・三菱電機（およびその関連企業）の工場が広がる工場街であり、当駅の利用者も工場への通勤者が多数を占める。
- 西日本旅客鉄道 - 2021年度の1日平均乗車人員は4,001人である[13]。神戸市営地下鉄海岸線の開業後は利用客が大きく減少している。
- 神戸市交通局 - 2022年度の1日平均乗車人員は9,674人である[14]。海岸線の駅では最も乗車人員が多い。
  - 2000年度の計画時では、2005年度の予測乗車人員は15,358人であった[15]。2015年に乗車人員が1万人を超えたが、現在も乗車人員は計画時の7割程度に留まっている。

各年度の1日平均乗車人員は下表のとおりである。
| 年度               | JR西日本 | 神戸市交通局 |
| ------------------ | -------- | ------------ |
| 1998年（平成10年） | 8,211    | 未 開 業     |
| 1999年（平成11年） | 7,907    | 未 開 業     |
| 2000年（平成12年） | 7,683    | 未 開 業     |
| 2001年（平成13年） | 6,734    | 7,205        |
| 2002年（平成14年） | 6,016    | 6,318        |
| 2003年（平成15年） | 5,396    | 7,153        |
| 2004年（平成16年） | 5,011    | 7,104        |
| 2005年（平成17年） | 4,794    | 7,039        |
| 2006年（平成18年） | 4,624    | 7,343        |
| 2007年（平成19年） | 4,806    | 7,614        |
| 2008年（平成20年） | 5,110    | 8,365        |
| 2009年（平成21年） | 5,298    | 9,662        |
| 2010年（平成22年） | 5,396    | 9,991        |
| 2011年（平成23年） | 5,518    | 9,960        |
| 2012年（平成24年） | 5,373    | 9,951        |
| 2013年（平成25年） | 5,158    | 9,595        |
| 2014年（平成26年） | 4,864    | 9,782        |
| 2015年（平成27年） | 4,830    | 10,042       |
| 2016年（平成28年） | 4,823    | 10,447       |
| 2017年（平成29年） | 4,886    | 10,618       |
| 2018年（平成30年） | 4,800    | 10,833       |
| 2019年（令和元年） | 4,717    | 11,090       |
| 2020年（令和02年） | 4,351    | 9,818        |
| 2021年（令和03年） | 4,001    | 9,474        |
| 2022年（令和04年） |          | 9,674        |

## 駅周辺
- 兵庫津の道
- 三菱重工業神戸造船所[1]
  - 和田岬砲台[2]
- 三菱電機神戸製作所、電力システム製作所[2]
- 三菱神戸病院
- 厚生労働省 神戸検疫所
- 兵庫県立兵庫工業高等学校
- 兵庫県立神戸工業高等学校
- 御崎公園球技場（ノエビアスタジアム神戸） - 同スタジアムを管理するヴィッセル神戸は「JR和田岬線はありますが運行本数が限られています」「JR和田岬線 和田岬駅は運行本数が少ないのでご利用いただけない場合があります」などの表現でJR和田岬駅からのアクセスを推奨していない。また、海岸線利用時は隣駅御崎公園駅の方が至近である[16][17]。
- 和田神社
- 三石神社
- 日本郵便 神戸和田崎郵便局
- 神戸市バス「和田岬」停留所 - 3系統
- こべっこランド
- 神戸市立和田岬小学校

## 隣の駅
西日本旅客鉄道（JR西日本）
■ 和田岬線（山陽本線支線）
兵庫駅 - 和田岬駅
神戸市営地下鉄
 海岸線
中央市場前駅 (K05) - 和田岬駅 (K06) - 御崎公園駅 (K07)
- 括弧内は駅番号を示す。